# Tollpatsch
Tollpatsch (maskulin: der Tollpatsch) ist eine umgangssprachliche Bezeichnung für einen ungeschickten Menschen.

## Etymologie
Das Wort wurde im 17. Jahrhundert aus ungarisch talpas [ˈtɒl.pɒʃ] („füßig, breitfüßig“, „Infanterist“; zu talp „Sohle“) entlehnt und bezeichnete im 17. und 18. Jahrhundert in den Formen Tobatz, Tolpatsch, Talpatsch, Dolpatsch, Dalpatsch (mit Plural -en: die Tolpatschen) zunächst, wie auch im Französischen talpache, einen ungarischen Fußsoldaten; einer gängigen Erklärung zufolge, speziell deshalb, weil ungarische Infanteristen statt festen Schuhwerks breite, mit Schnüren befestigte Sohlen getragen haben sollen. Im Österreichischen wurde das Wort dann zur Spottbezeichnung für einen Soldaten ungarischer oder slawischer Herkunft, der eine unverständliche Sprache spricht.
Durch volksetymologische Umdeutung, die das Wort mit ähnlich klingendem toll („verrückt“), Tölpel („ungeschickter, dummer Mensch“) oder Talp („Tölpel“) und patschen („schwerfällig oder laut auftreten“, aber auch „laut zuschlagen, ohrfeigen, mit der Peitsche knallen“, „schwatzen“) assoziierte, wurde das Wort in seiner Bedeutung verallgemeinernd zu der heute üblichen Bezeichnung für einen Menschen, der sich ungeschickt oder tölpelhaft verhält, erweitert.
Die schon im 18. Jahrhundert gelegentlich, etwa bei Gleim auftretende Schreibvariante mit doppeltem „l“ (Tollpatsch), die nach der Rechtschreibreform von 1901 nicht zulässig war, wurde durch die Reform der deutschen Rechtschreibung von 1996 auf Betreiben von Gerhard Augst zur einzig zulässigen Schreibweise.

## Film und Theater
In Film und Theater bezeichnet man häufig komische Rollen als „Tollpatsch“. Ein bekanntes Beispiel sind die Rollen der französischen Schauspieler und Komiker Pierre Richard oder Louis de Funès.

## Auszeichnung
Am 25. April 2008 wurde „Tollpatsch“ im Wettbewerb „Wörter mit Migrationshintergrund. Das beste eingewanderte Wort“ des Goethe-Instituts mit dem ersten Platz ausgezeichnet.